# ساران (دنا)
روستای ساران(سورون)،کهگیلویه وبویر احمد ساران (دنا)، روستایی از توابع بخش کبگیان شهرستان دنا در استان کهگیلویه و بویراحمد ایران است. 
روستای زیبای ساران 

## تاریخچه
روستای ساران دارای قدمت زیادی است که زندگی در این روستا به سال۴۱۶ هجری قمری بر می‌گردد.
در نامگذاری این روستا چندین روایت وجود دارد ولی با اطمینان میتوان گفت که نام سهرون برگرفته از مکان سکونت اولیه این طایفه قبل از سکونت در منطقه بویراحمد می باشد 

## آب و هوا
میانگین بارش سالانه این روستا ۸۰۰ میلی‌متر است و دارای میانگین‌دما ۱۲ درجه سانتی گراد است. ارتفاع روستا از سطح دریا بین ۱۵۰۰ تا۱۶۰۰ متر است.

## مردم
نژاد مردم این روستا از ایل سترگ نوئی شهرستان بویراحمد و طایفه بزرگ عباسی می‌باشند. مردم این روستا به زبان لری بویراحمدی صحبت می‌کنند. مردمی مهربان و مهمان نواز می باشند

## جمعیت
این روستا در دهستان کبگیان قرار دارد و براساس سرشماری مرکز آمار ایران در سال ۱۴۰۲  ۲۰۰۰هزارنفر (۲۰۴خانوار) بوده‌است.